# Russische Badminton-Superliga 2016
Die Russische Badminton-Superliga 2016 bestand aus zwei Runden, wobei sich Primorje Wladiwostok als Meister durchsetzen konnte.

## Endstand
- 1. Primorje Wladiwostok (Evgeny Dremin, Evgeniya Dimova, Ekaterina Bolotova, Nina Vislova, Denis Grachev, Vladimir Ivanov, Sergey Sirant, Olesya Kister)
- 2. Chimki-Fors (Olga Ivashchenko, Anton Nazarenko, Maria Shegurova, Anton Ivanov, Stanislav Pukhov, Anastasia Semenova, Andrei Ivanov)
- 3. BK Gattschina (Nikolai Ukk, Vitaliy Durkin, Polina Voronko, Anastasia Stogova, Irina Khlebko, Maxim Romanov, Sergey Shcherbin, Anastasia Kharlampovich, Victoria Khrykina)
- 4. Taid (Ekaterina Kut, Anastasia Osiyanenko, Anastasia Danchenko, Vladislav Solovyov, Daria Ivleva, Alexander Werner, Ivan Nikitin)